# Сердце зверя. Шар судеб
«Се́рдце Зве́ря. Шар су́деб» — роман в жанре фэнтези Веры Камши, второй том пятой книги цикла «Отблески Этерны». Роман был номинирован на премию «Звёздный мост-2010». По объёму «Шар Судеб» делится на три приблизительно равных части: Оллария и мистика; Дриксен; войны, постепенно охватывающие Золотые Земли. Изначально и «Правда Стали» и «Шар Судеб», исходя из объёма и согласно нынешним книгоиздательским нормам, получались двухтомниками, по объёму чуть больше «Яда минувшего». Но автором было принято решение сделать эти книги однотомными, вследствие чего компоновка сюжета подверглась изменению с целью сохранить общий замысел, но не обрывать сюжетные линии.

## Сюжет
Жермон Ариго во время обороны форта Печальный Язык получает тяжёлое ранение, но ему удаётся разгадать план Бруно, который уже переправился через Хербсте и спешил атаковать фок Варзов на марше, и вывести своих людей. Генерал отправляет маршалу подкрепление, атаковавшее с тыла дриксенского фельдмаршала и заставившее отступиться от своих планов. Лионель Савиньяк вторгается в Гаунау, заставляя короля Хайнриха ослабить натиск на перевалы Придды и пуститься за армией маршала в погоню. Благодаря знанию своей местности, Хайнрих несколько раз почти ловит Савиньяка, но тому удаётся избежать прямого столкновения, а точку в догонялках ставит землетрясение в горах. Король Гаунау считает это знамением того, что войну на Изломе не ведут и присылает парламентёра.
От Рудольфа Ноймаринена в Олларию прибывает его сын Эрвин. Он подтверждает правомочность всего, что сделал Катарина Оллар и сообщает Роберу Эпинэ, что Рокэ Алва приказал закрыть Кольцо Эрнани и не выпускать никого за его пределы. Надоры продолжают сотрясать землетрясения, и беженцев становится всё больше. Эрвин вместе с Ричардом Окделлом отправляются в разорённые земли. Во время поездки Дикон явно ощущает на себе чей-то взгляд. По возвращении в Олларию Ричард оказывается свидетелем приватного разговора Катарины и Штанцлера, после которого убивает королеву. Августа он находит в его особняке, в обществе Никола Карваля, который убивает бывшего кансильера и увозит Окделла. На следующий день в столицу приезжает Арлетта Савиньяк, которая помогает Эпинэ разобраться с дипломатией и выясняет истинную подоплёку обстоятельств, спровоцировавших убийство Катарины.
Руперта фок Фельсенбурга выманивают из своего имения с целью убийства, но благодаря вмешательству астэры, ему удаётся выжить. Он решает не возвращаться, а отправиться в столицу освобождать Олафа Кальдмеера из тюрьмы. Кесаря Годфрида хватил удар и регентом при поддержке принцессы Гудрун сам себя назначил разбитый Лионелем Савиньяком принц Фридрих. Руперту в его деле помогает орден Славы и отец Луциан, под личиной которого скрывается магнус Аристид.
Алва с Марселем отправляются на помощь Эмилю Савиньяку, которому предстоит завершить войну с Бордоном.

## Главы
Главы романа (во всём цикле) имеют названия высших арканов колоды Таро, которым даётся следующее трактование:
- «Луна» (La Lune) — символизирует погружение души в потёмки, встречу со страхами, заблуждение, тайных врагов. Карта предвещает двойственное поведение друзей, необоснованные претензии, указывает на повышенную эмоциональность и интуицию, неустойчивый характер. Перевёрнутая карта — не́кто прячется за маской, нельзя полностью доверять. Иногда означает небольшой обман, разоблаченный вовремя, небольшие ошибки, легко достигнутую цель.
- «Иерофант»/«Верховный Жрец» (Le Pape) — символизирует поиск истины через откровение, мост между Божественным и Человеческим. Карта означает, что вы вносите в проект слишком много энергии, а он нуждается в организации. Это символ терпимости и снисходительности, умения учиться и пользоваться чужим опытом. Это человек, который предан идее и несёт её людям. Перевёрнутая карта — упование на Бога, чрезмерная доброта и неуместная щедрость, впечатлительность, уязвимость, некомфортность.
- «Влюбленные» (Les Amoureux) — указывает на необходимость сделать выбор, руководствуясь более интуицией, чем разумом. Может значить, что в вашей жизни появилась «половинка». В сильной позиции это большая эмоциональная свобода, пренебрежение последствиями поступков, продиктованных чувствами. Перевёрнутая карта — отрешение от своей «половинки», невозможность брака, нереальность планов.
- «Сила»/«Похоть» (La Force) — символизирует жизнеутверждение, гордость, страсть, любовь к плотским утехам. Карта рекомендует не бояться препятствий и смело встретить возникающие трудности, ибо имеется достаточно сил, чтобы справиться с любой ситуацией. Это знак превосходства, силы, не только силы физической, но также и силы воли и намерений, желания выстоять, даже если это причиняет боль. Чтобы быть сильным, надо заставить замолчать сердце, надо осознать свой долг и вести себя справедливо. Это отвага, с которой сражаются с превратностями судьбы, способность отказаться от чего-то дорогого во имя высшего. Перевёрнутая карта — символ слабости, неуверенности в себе, иногда — страха, также указывает на вмешательство в вашу жизнь посторонних. Карта может означать, что препятствия не будут преодолены вследствие недостатка физических или духовных сил.